# Svetlen (Kardzjali)
Svetlen (Bulgaars: Светлен) is een dorp in het zuiden van Bulgarije. Het is gelegen in de gemeente Kirkovo, oblast Kardzjali. Het dorp ligt hemelsbreed 223 kilometer ten zuidoosten van Sofia. 

## Bevolking
Het dorp Svetlen telde 21 inwoners op 31 december 2019, vooral zestigplussers.
|  |

Alle 23 inwoners identificeerden zichzelf als Bulgaarse Turken (100%) in de volkstelling van februari 2011.